# Real Sport Clube Queluz
Real Sport Clube je portugalski nogometni klub iz gradića Queluza. Klub je utemeljen 1951. godine. U sezoni 2019./20. klub igra u Campeonato de Portugal (3. rang), u Serie D.

## Vanjske poveznice
- Službene stranice  Arhivirana inačica izvorne stranice od 22. ožujka 2018. (Wayback Machine)